# Tramwaje w Suboticy
Tramwaje w Suboticy − zlikwidowany system komunikacji tramwajowej w serbskim mieście Subotica, działający w latach 1897−1974.

## Historia
Pierwszy tramwaj elektryczny w Suboticy uruchomiono w 1897 roku na trasie Mały Bajmok przez Korzo do Palicia. Długość linii to około 9 kilometrów. W latach dwudziestych XX wieku wybudowano odnogę od Poczty do Aleksandrowa, a w 1959 roku przedłużono ją do Strefy Przemysłowej.
Kursowanie tramwajów zakończono w roku 1974. Do dzisiaj na ulicy „Matka Vukotica” stoją wagony tramwajowe pełniąc rolę punktów usługowych.